# Indotipula vilis
Indotipula vilis är en tvåvingeart som först beskrevs av Walker 1856.  Indotipula vilis ingår i släktet Indotipula och familjen storharkrankar. Inga underarter finns listade i Catalogue of Life.